# Локриџ (Ајова)
Локриџ (енгл. Lockridge) град је у америчкој савезној држави Ајова. По попису становништва из 2010. у њему је живело 268 становника.

## Демографија
Према попису становништва из 2010. у граду је живело 268 становника, што је -7 (-2.5%) становника више него 2000. године.
| Група             | 2000.       | 2010.       |
| Белци             | 272 (98,9%) | 254 (94,8%) |
| Афроамериканци    | 0 (0,0%)    | 0 (0,0%)    |
| Азијати           | 0 (0,0%)    | 0 (0,0%)    |
| Хиспаноамериканци | 3 (1,1%)    | 12 (4,5%)   |
| Укупно            | 275         | 268         |